# Politieke rechten
Politieke rechten zijn grondrechten voor burgers van een staat die van groot belang zijn voor hun positie ten opzichte van de staat en voor de werking van de maatschappij, ze zijn in België en Nederland vastgelegd in de Grondwet. Politieke rechten geven burgers de vrijheid om deel te nemen aan het bestuur van de samenleving en aan de politiek. De term 'politiek' wordt gebruikt ter onderscheiding van de zogenaamde burgerlijke rechten, samen met burgerrechten zijn politieke rechten een categorie van rechten die de vrijheid van individuen beschermen tegen inbreuk door overheden, maatschappelijke organisaties en particulieren. Ze verzekeren iemands recht om deel te nemen aan het burgerlijke en politieke leven van de samenleving en de staat.
Burgerrechten omvatten het waarborgen van de fysieke en mentale integriteit, het leven en de veiligheid van mensen; bescherming tegen discriminatie op grond van geslacht, ras, seksuele geaardheid, nationale afkomst, huidskleur, leeftijd, politieke overtuiging, etniciteit, sociale klasse. Politieke rechten omvatten natuurlijke rechtvaardigheid (procedurele rechtvaardigheid) in de wet, zoals de rechten van de verdachte, inclusief het recht op een eerlijk proces; eerlijk proces; het recht om verhaal te halen of een rechtsmiddel in te stellen; en rechten op deelname aan het maatschappelijk debat en de politiek, zoals vrijheid van vereniging, het recht om te vergaderen, het recht om petities in te dienen, het recht op zelfverdediging en het recht om te stemmen.
Burgerrechten en politieke rechten vormen het oorspronkelijke en belangrijkste onderdeel van de internationale mensenrechten. Ze vormen het eerste deel van de Universele Verklaring van de Rechten van de Mens uit 1948, waar economische, sociale en culturele rechten het tweede deel vormen. De theorie van de drie generaties aan mensenrechten beschouwt deze groep rechten als "rechten van de eerste generatie" en de theorie van negatieve en positieve rechten beschouwt ze over het algemeen als negatieve rechten.